# Historia Alberty
Alberta powstała jako prowincja Kanady w 1905 wraz z jej wydzieleniem z Terytoriów Północno-Zachodnich. Historia jej terenów jest jednak dużo starsza. Najpierw przez tysiące lat była terenem migracji i tworzenia się kultur indiańskich, a następnie od połowy XVIII wieku teren eksploracji łowieckich i handlowych kompanii, najpierw francuskiej La Compagnie du Nord, potem brytyjskich Północno-Zachodniej i Kompanii Zatoki Hudsona. Od 1867 – daty przyłączenia wszystkich terenów będących pod zarządem kompanii do Konfederacji Kanady, tereny Alberty zwane wtedy Region Atabaska, wchodzą w okres gwałtownej kolonizacji. W ciągu niespełna czterdziestu lat ludność regionu z niewiele ponad tysiąca osób wzrasta do niemal 400 tysięcy. Wobec tego, Rząd Federalny decyduje o przekształceniu rejonu w samodzielną prowincję. W ciągu stu lat swej historii prowincja, przechodząc przez politycznie burzliwe okresy, z kraju typowo rolniczego kraju stała się nowoczesnym, bogatym i prężnym rejonem Kanady.

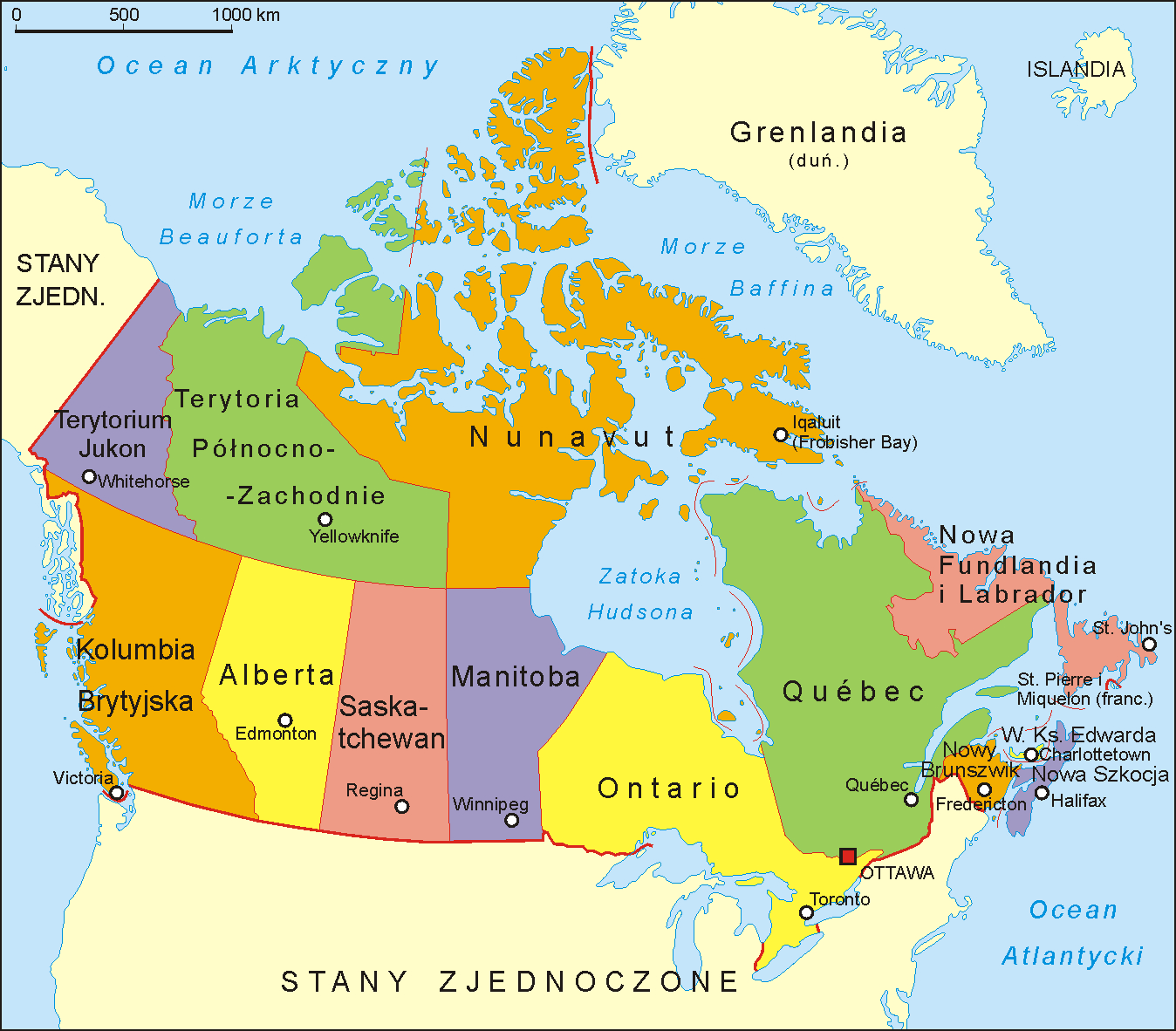

## Pierwotni mieszkańcy Alberty
Indianie zasiedlający Albertę wywodzą się z grupy językowej Alogonkuian. Z czasem wyewoluowało z tego pnia szereg plemion, które w chwili przybycia Europejczyków tworzyły szereg lokalnych społeczności.
- Indianie preriowi – Czarne Stopy (Blood i Peigan) – plemiona koczownicze zajmujące się polowaniem na bizony. Do 1730 nie znali środków transportu, potem wykorzystywali konie.
- Indianie północy – leśni Kri i Chipewyan – zamieszkujący północne rejony prowincji i zajmujący się myślistwem, polujący głównie na karibu, łosie oraz rybołówstwem. Do transportu i przemieszczania używali łodzi, podobnych do współczesnych kanadyjek.
- Indianie górscy – Koottenay i Szoszoni zamieszkujący w wyższych partiach gór, trudniący się myślistwem.

## Alberta pod zarządem kompanii handlowych
W 1715 pierwsi Europejczycy dotarli na tereny Alberty. Knight z Kompanii zatoki Hudsona poinformowany o bogatych łowiskach na zachodzie odkrył jezioro Athabaska i zbadał jego okolice. Leżały one jednak poza zasięgiem Ziemi Ruperta tak więc Brytyjczycy zaniechali na razie eksploatacji tych rejonów. Tymczasem Francuzi z Nowej Francji zmuszeni przez monopol Kompanii w swych handlowych i łowieckich wyprawach posuwali się coraz bardziej na zachód. W połowie XVIII wieku osiągnęli już tereny dzisiejszej Alberty. W 1743, według niepotwierdzonych informacji Francuz La Verendrye jako pierwszy zobaczył szczyty Kanadyjskich Gór Skalistych. Pewne jest natomiast, że Francuscy kupcy uprawiali żeglugę na rzece Saskatchewan. Obecność Francuzów z La Compagnie du Nord, skłoniła Kompanię Zatoki Hudsona do wznowienia zainteresowania terytoriami na zachodzie. Od 1750 obecność Francuzów staje się permanentna. Tego roku założony jest Fort La Jonquiere (dzisiejsze Calgary), a w następnym roku Poste de la Montagne de Roches. W 1754 Anthony Henday, oficer Kompanii zatoki Hudsona, wyruszył w dobrze udokumentowaną podróż na zachód. Jej celem było nawiązanie kontaktów handlowych z Czarnymi Stopami, ci jednak odmówili współpracy mając już zawarte korzystne kontrakty z Francuzami. Po roku 1750 Alberta z wolna zaczyna być zasiedlana przez metysów, pracujących dla francuskiej kompanii, lecz także oferujących swe usługi HBC. W tym też czasie ten rejon geograficzny zaczyna być nazywany Rejonem Atabasca. Budowane są kolejne osiedla: Fort Chipewyan w 1778, Moose Lake Fort (1789), Fort Edmonton w 1796, Upper Fort Terra Blanche (1799), Bow River Fort (1802). David Thompson, w czasie swych kilku wypraw badawczych pomiędzy 1790 i 1803 tworzy pierwszą, wartościową mapę Alberty. Na przełomie wieków Alberta stała się terenem rywalizacji pomiędzy Kompanią Zatoki Hudsona, a Kompanią Północno-Zachodnią, niekiedy przybierającej formy zbrojne. Sytuacja uspokaja się, gdy obie kompanie łączą się w 1821. Wraz z ustabilizowaniem się sytuacji w Albercie zaczynają się pojawiać misjonarze. Pierwszą misję utworzył metodysta Robert Rundle w Fort Edmonton w 1840. Pierwsza katolicka misja otwarta została przez Jean-Babtiste Rhibault w 1842. Wiele współczesnych miast Alberty powstało na bazie protestanckich lub katolickich misji.

## Alberta jako część Terytoriów Północno-Zachodnich
Już w 1857 irlandzki podróżnik John Palliser badając prerie środkowej Kanady stwierdził, że tereny te znakomicie nadają się pod zasiedlenie i uprawę. Odkrył także złoża węgla. Jednak z powodu wewnętrznej polityki Kompanii Zatoki Hudsona nastawionej na rabunkową eksploatację, do rolniczego zasiedlania tamtych terenów dojść nie mogło. Dopiero w 1867, gdy Kanada przejęła terytoria kontrolowane przez Kompanie, włączając je do konfederacji jako Terytoria Północno-Zachodnie otworzono możliwość osiedlenia się w tamtych rejonach. Dodatkowymi czynnikami wspomagającymi akcje osiedleńcze były: rozgłos, jaki Kanada znalazła w świecie w czasie gorączki złota w Klondike oraz budowy w latach 1875–1885 Kolei Transkanadyjskiej (ang. Canadian Pacific Railway), która połączyła prerie z oboma oceanami.
Nowa prowincja objęła cały dystrykt Alberta i zachodnią część Dystryktu Athabaska Terytoriów Północno-Zachodnich. Powołano ją ustawą o Albercie – Alberta Act z 1905. Nowa prowincja weszła do konfederacji na odmiennych prawach niż wcześniej istniejące już dominia. Rząd prowincjonalny nie otrzymał prawa zarządu ziem koronnych, państwowych tzw. crown lands, a w konsekwencji tego kontroli nad zasobami naturalnymi, jak i nadzoru nad polityką emigracyjną. Związane to było z faktem, że Alberta, podobnie jak Saskatchewan zostały utworzone jakby na wyrost, by ułatwić migrację osiedleńczą. W związku z tym rząd federalny chciał zachować pełną kontrolę nad tym procesem i zasobami to umożliwiającymi. Cała ziemia została podzielona na znacznej wielkości działki tzw. homestead, i na korzystnych warunkach nadawana kolonistom.
W 1881, obok bliżej nieokreślonej liczby Indian, Albertę zamieszkiwało niewiele ponad 1000 osób. W ciągu następnych dziesięciu lat liczba ludności wzrosła do 17,5 tysiąca. Do roku 1920 osiągnęła ok. 400 tysięcy, co wskazywało na pełne powodzenie akcji kolonizacyjnej.

## Alberta w Konfederacji
Początkowo większość osiedleńców w Albercie była emigrantami z Wielkiej Brytanii lub ze wschodniej Kanady. Coraz częściej pojawiali się przybysze z USA, z których pierwszym i najsłynniejszym był John Ware, który w 1876 sprowadził z USA pierwsze stada bydła i stworzył do dziś pielęgnowaną tradycję kanadyjskich kowbojów. Począwszy od 1873 w wyniku uchwalenia przez Parlament Kanady Ustawy o ziemiach państwowych w 1872 rozpoczął się masowy napływ osadników na żyzne tereny preriowe. Po 1905 emigracja została zintensyfikowana w wyniku bardzo dużej akcji informacyjnej prowadzonej w Europie, a zainicjowanej przez ministra spraw wewnętrznych Alberty Clifforda Siftona. Nowi przybysze zaczęli napływać nie tylko z krajów Wielkiej Brytanii, lecz także z kontynentalnej części Europy, także ze środkowo-wschodniej, w tym i z Polski.
Najliczniejsze osadnictwo miało miejsce wzdłuż linii Kolei Transkanadyjskiej. Wśród osadników obok Polaków było także wielu Słowaków i Ukraińców. Część z nich stanowili przybysze ze Stanów Zjednoczonych, którzy po kilku-kilkunastu latach pobytu w USA poszukiwali większych gospodarstw. Do Edmonton pierwsi polscy osadnicy przybyli w 1895 r. Kilka lat później Polacy osiedlili się w rejonie Medicine Hat (miejscowość Tide Lake). Wielu Polaków pracowało w kopalniach węgla, cementowniach i in. w rejonach Canmore, Bankhead i Exshaw. Wśród nich pracowali polscy misjonarze i księża, m.in. Jan Kulawy, Wojciech Kulawy, Franciszek Olszewski i Antoni Sylla.
W początkowych latach XX wieku ludność prerii, na której osiedlali się niemal wszyscy nowo przybyli emigranci, osiągnęła wielkość usprawiedliwiającą utworzenie nowej prowincji z wszystkimi demokratycznymi instytucjami, takimi jak w pełni wybieralne zgromadzenie legislacyjne, rząd przedstawicielski i samorządy terytorialne. Początkowo planowano utworzenie jednej potężnej prowincji obejmującej tereny pomiędzy Manitobą a Kolumbią Brytyjską. Ostatecznie ze względu na przewidywany dalszy napływ osadników i przyszłe problemy z administrowaniem tak olbrzymim obszarem, zdecydowano się na utworzenie dwóch oddzielnych prowincji – Alberty i Saskatchewanu. Powołanie ich nastąpiło dwoma niemal jednobrzmiącymi ustawami – Ustawa o Saskatchewanie (Saskatchewan Act) i Ustawa o Albercie (Alberta Act) z 1905. Obie ustawy odbierały nowym prowincjom kontrolę nad ziemiami koronnymi, a co za tym idzie zasobami naturalnymi, oraz politykę emigracyjną. Motywem takich decyzji była konieczność federalnego nadzoru dalszej akcji osiedleńczej, która po utworzeniu prowincji nabrała jeszcze większej intensywności. Na stolicę nowej prowincji wybrano Edmonton. Do najaktywniejszych zwolenników utworzenia nowych prowincji należeli Frederick Haultain, George Bulyea, Charles Fitzpatrick, William Mulock, James Hamilton Ross, Thomas Walter Scott i Clifford Sifton.
Alberta przystępując do konfederacji nie otrzymała prawa eksploatacji złóż mineralnych znajdujących się jej terenie. Miało to zasadniczy wpływ na rozwój gospodarczy prowincji. Przez pierwsze 25 lat historii Alberty jako prowincji, podstawą jej gospodarki było rolnictwo. Farmerzy byli też dominującą siłą społeczną w prowincji. Nic zatem dziwnego, że po pierwszej dekadzie dominacji „importowanych” ze wschodniej Kanady tradycyjnych partii politycznych Liberalnej i Konserwatywnej nastąpiło przegrupowanie sił na scenie politycznej. Farmerzy Alberty zainicjowali ruch, który choć miał swoje echa w innych prowincjach Kanady, zdobył sobie najsilniejszą pozycję w tej prowincji. Organizacja i grupa nacisku (nigdy oficjalnie nie zawiązała się jako partia) United Farmers of Alberta – United Farmers of Alberta (UFA) w 1921 przejęła władzę w prowincji i zdołała ją utrzymać przez dziesięć lat. Podstawą jej polityki była ochrona produkcji rolniczej. W tym czasie utworzono m.in. finansowaną przez prowincję agencję skupu zboża tzw. Wheat Pool. Polityka rządów farmerskich i ogólna dobra sytuacja na rynkach światowych wywołała olbrzymią prosperitę w Albercie. Produkcja rolna, sprzedaż i ceny ziarna biły wszelkie rekordy. Dobrą passę zakończył wielki kryzys, a wraz z nim gwałtowne załamanie się światowego rynku produktów żywnościowych. Alberta, której gospodarka była nastawiona na jedną gałąź produkcji – rolnictwo, przeżyła kryzys i następującą po nim depresję gospodarczą w szczególnym natężeniu. Polityka ochrony gospodarstw załamała się. Zbankrutowała agencja skupu płodów rolnych, tysiące farm popadło w długi i zbankrutowało. Wywołało to falę bankructw w sektorze usług, co kolei doprowadziło sektor bankowy i finanse prowincji na skraj upadłości. Jedynym trwałym osiągnięciem rządu farmerów, było przejęcie kontroli nad zasobami naturalnymi u schyłku ich rządów w 1930.
Albertę można nazwać wylęgarnią ruchów społecznych i politycznych. W tej prowincji powstał ruch farmerski, ruchy spółdzielcze Federacja Wspólnot Spółdzielczych, posiadające swych deputowanych w lokalnych parlamentach, ruchy socjalistyczne w latach trzydziestych i czterdziestych oraz odrodzenie konserwatyzmu w postaci Partii Reform w latach osiemdziesiątych XX wieku. Najciekawszym jednak eksperymentem politycznym dokonanym w Albercie była Partia Kredytu Społecznego. Ruch ten oparty na merytorycznie błędnej i utopijnej idei kredytu społecznego zdobyła władzę w roku 1930. Od razu przystąpiono do emisji bonów kredytowych, która została przerwana decyzją Sądu Najwyższego Kanady. Z czasem Partia Kredytu Społecznego zmieniła politykę gospodarczą na liberalną i rządziła Albertą nieprzerwanie do roku 1967. Współcześnie scena polityczna Alberty zdominowana jest przez trzy główne partie polityczne Kanady, z zasadnicza przewaga Partii Konserwatywnej.
Wyjście z głębokiego kryzysu, w jakim znalazła się Alberta, zajęło całą dekadę. Zyskawszy jednak kontrolę nad cennymi złożami węgla oraz odkrytej w 1947 ropy naftowej, gospodarka dawniej oparta na rolnictwie zdołała przestawić się na wielotorowość bazując na trzech sektorach – rolnictwo, przemysł drzewny i wydobywczy. Współcześnie powstały także nowe gałęzie, takie jak np. telekomunikacja. Obecnie Alberta, głównie ze względu na wysokie wydobycie ropy naftowej, jest jedną z najbogatszych prowincji Kanady. Alberta stała się dziewiątym w świecie producentem tego produktu.
Alberta jest jedyną prowincją Kanady, która zrezygnowała z wprowadzenia prowincjonalnego podatku od sprzedaży Provincial Sales Tax (PST).